# ملودی پرکینس
ملودی پرکینس (انگلیسی: Melody Perkins؛ زادهٔ ۲۸ ژانویهٔ ۱۹۷۴) یک هنرپیشه اهل ایالات متحده آمریکا است.